# Alignement
Het alignement is het geheel van rechte lijnen, bogen en overgangsbogen waarmee de as van een verkeersweg, spoorbaan of waterweg is gedefinieerd in drie dimensies. Meestal wordt er onderscheid gemaakt naar het horizontaal alignement en verticaal alignement.
Het horizontaal alignement is de loop van de aslijn van het tracé, de route die de weg door de omgeving volgt, in het platte vlak. Het horizontaal alignement wordt op een (topografische) kaart ingetekend, waarop onder andere perceelgrenzen en de peilen te zien zijn. Op een alignementstekening worden de bogen en overgangsbogen aangegeven, inclusief de waarden van de boogstralen.
Het verticaal alignement is de beschrijving van de ligging van de aslijn van het tracé ten opzichte van het maaiveld en de referentiehoogte. In (continentaal) Nederland is de referentiehoogte het Normaal Amsterdams Peil, terwijl in België het TAW geldt als referentiehoogte. Het TAW is het gemiddeld zeeniveau bij laagwater bij Oostende dat bepaald is als referentie voor de Tweede Algemene Waterpassing - vandaar de afkorting TAW. Het verticaal alignement kent dalingen en stijgingen, topbogen en dalbogen. Het verticaal alignement wordt weergegeven als lengtedoorsnede.

## Ontwerpeisen
Bij het ontwerp van het alignement moet met verschillende aspecten rekening worden gehouden:
- technische mogelijkheden
- financiële mogelijkheden
- esthetische factoren
- inpassing in de omgeving

Het alignement van een te ontwerpen weg wordt in sterke mate bepaald door de omgeving waarin de weg zal worden ingepast en het toekomstige gebruik. Het verticaal alignement in een bergachtig landschap zal, afhankelijk van de ontwerpeisen, steilere beklimmingen en afdalingen kennen dan wanneer de weg in een vlakker landschap zal worden aangelegd.
De eisen die worden gesteld aan het alignement van een (spoor- of water-)weg verschillen afhankelijk van het type infrastructuur.
Het alignement van een autoweg zal minder plotselinge overgangen kennen, teneinde het verkeer veilig te kunnen afwikkelen. De karakteristieken van vrachtverkeer zijn bepalend voor het verticaal alignement van een autosnelweg. Algemeen wordt aangenomen dat een snelwegontwerp zonder specifieke voorzieningen zo flauw moet zijn dat de snelheid van vrachtwagens nooit met meer dan 20 km/u terugvalt.
Het verticaal alignement van een fietspad zal minder steil moeten zijn, zodat de fietser zonder te veel moeite de helling kan beklimmen.